# Wspólnota administracyjna Gräfenberg
Wspólnota administracyjna Gräfenberg – wspólnota administracyjna (niem. Verwaltungsgemeinschaft) w Niemczech, w kraju związkowym Bawaria, w rejencji Górna Frankonia, w regionie Oberfranken-West, w powiecie Forchheim. Siedziba wspólnoty znajduje się w mieście Gräfenberg, a przewodniczącym jej jest Rudolf Braun.
Wspólnota administracyjna zrzesza jedną gminę miejską (Stadt), jedną gminę targową (Markt) oraz jedną gminę wiejską (Gemeinde):
- Gräfenberg, miasto, 4 055 mieszkańców, 37,88 km²
- Hiltpoltstein, gmina targowa, 1 563 mieszkańców, 25,56 km²
- Weißenohe, 1 098 mieszkańców, 4,71 km²